# Amoria
Genre
Synonymes
- Amorena Iredale, 1929
- sous-genre Amoria (Amoria) Gray, 1855
- sous-genre Amoria (Cymbiolista) Iredale, 1929
- sous-genre Amoria (Zebramoria) Iredale, 1929
- Canamoria Bondarev, 1995
- Cymbiolista Iredale, 1929
- Relegamoria Iredale, 1936
- Zebramoria Iredale, 1929

Amoria est un genre de mollusques gastéropodes de la famille des Volutidae.

## Liste des espèces
Selon World Register of Marine Species (9 mars 2017) :
- Amoria benthalis McMichael, 1964
- Amoria canaliculata (McCoy, 1869)
- Amoria chaneyi Morrison, 2012
- Amoria damonii Gray, 1864
- Amoria dampieria Weaver, 1960
- Amoria diamantina Wilson, 1972
- Amoria ellioti (G. B. Sowerby II, 1864)
- Amoria exoptanda (Reeve, 1849)
- Amoria grayi Ludbrook, 1953
- Amoria guttata McMichael, 1964
- Amoria hansenae Morrison, 2012
- Amoria hunteri (Iredale, 1931)
- Amoria jamrachii Gray, 1864
- Amoria jansae van Pel & Moolenbeek, 2010
- Amoria lineola Bail & Limpus, 2009
- Amoria macandrewi (G. B. Sowerby III, 1887)
- Amoria maculata (Swainson, 1822)
- Amoria molleri (Iredale, 1936)
- Amoria necopinata Darragh, 1983
- Amoria praetexta (Reeve, 1849)
- Amoria rinkensi Poppe, 1986
- Amoria ryosukei Habe, 1975
- Amoria simoneae Bail & Limpus, 2003
- Amoria spenceriana (Gatliff, 1908)
- Amoria stricklandi Bail & Limpus, 2016
- Amoria subfossilis Bail & Limpus, 2011
- Amoria turneri (Gray in Griffith & Pidgeon, 1834)
- Amoria undulata (Lamarck, 1804)
- Amoria weldensis Bail & Limpus, 2001
- Amoria zebra (Leach, 1814)

## Galerie

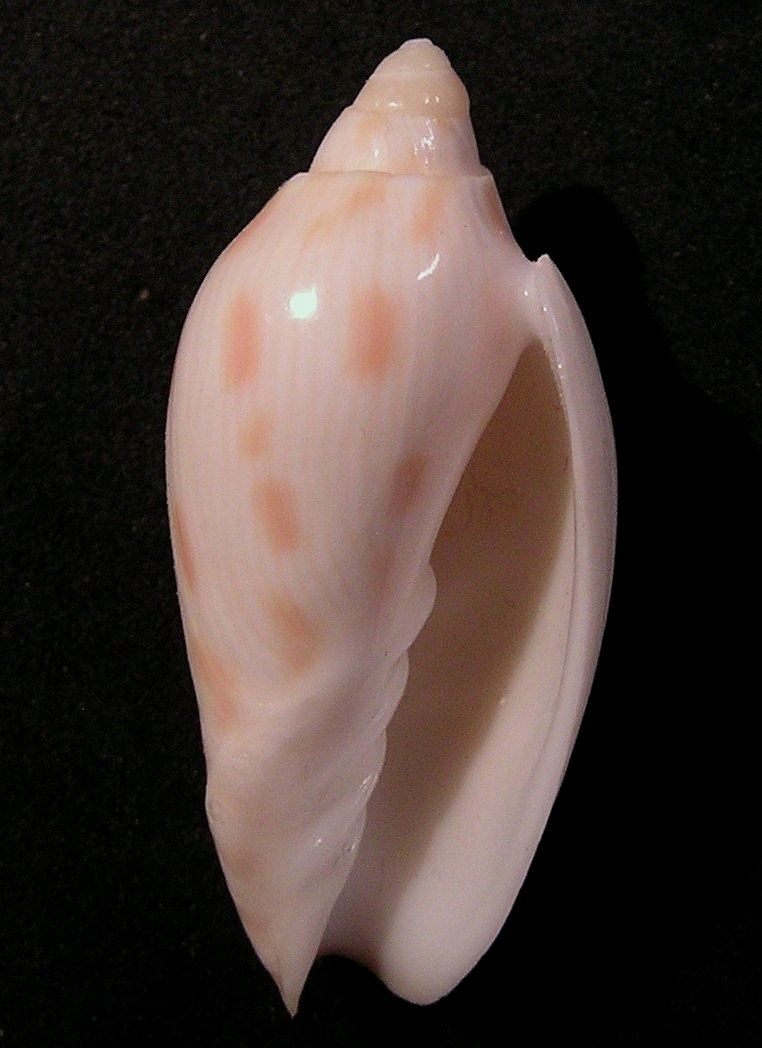
Amoria canaliculata.
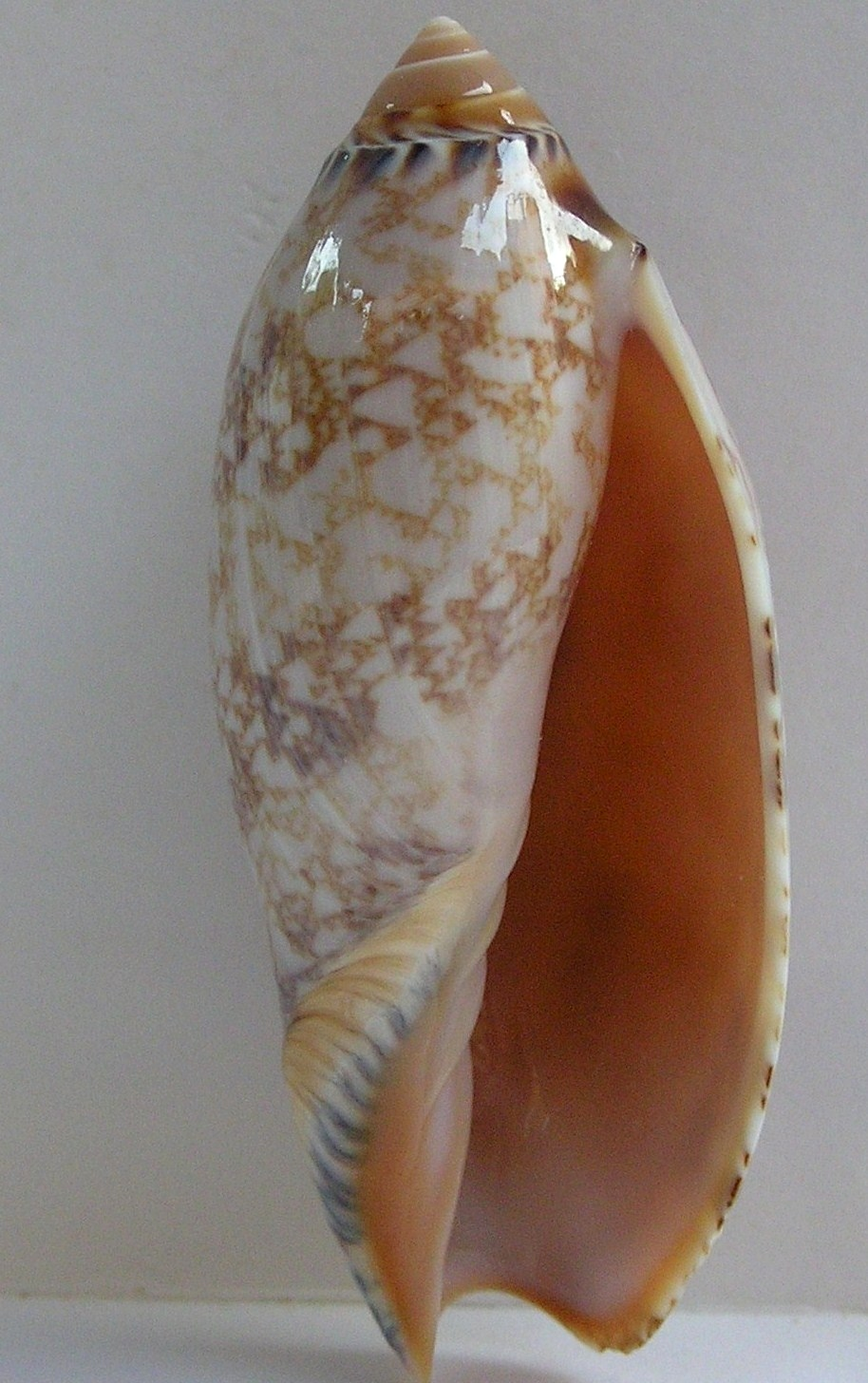
Amoria damonii.
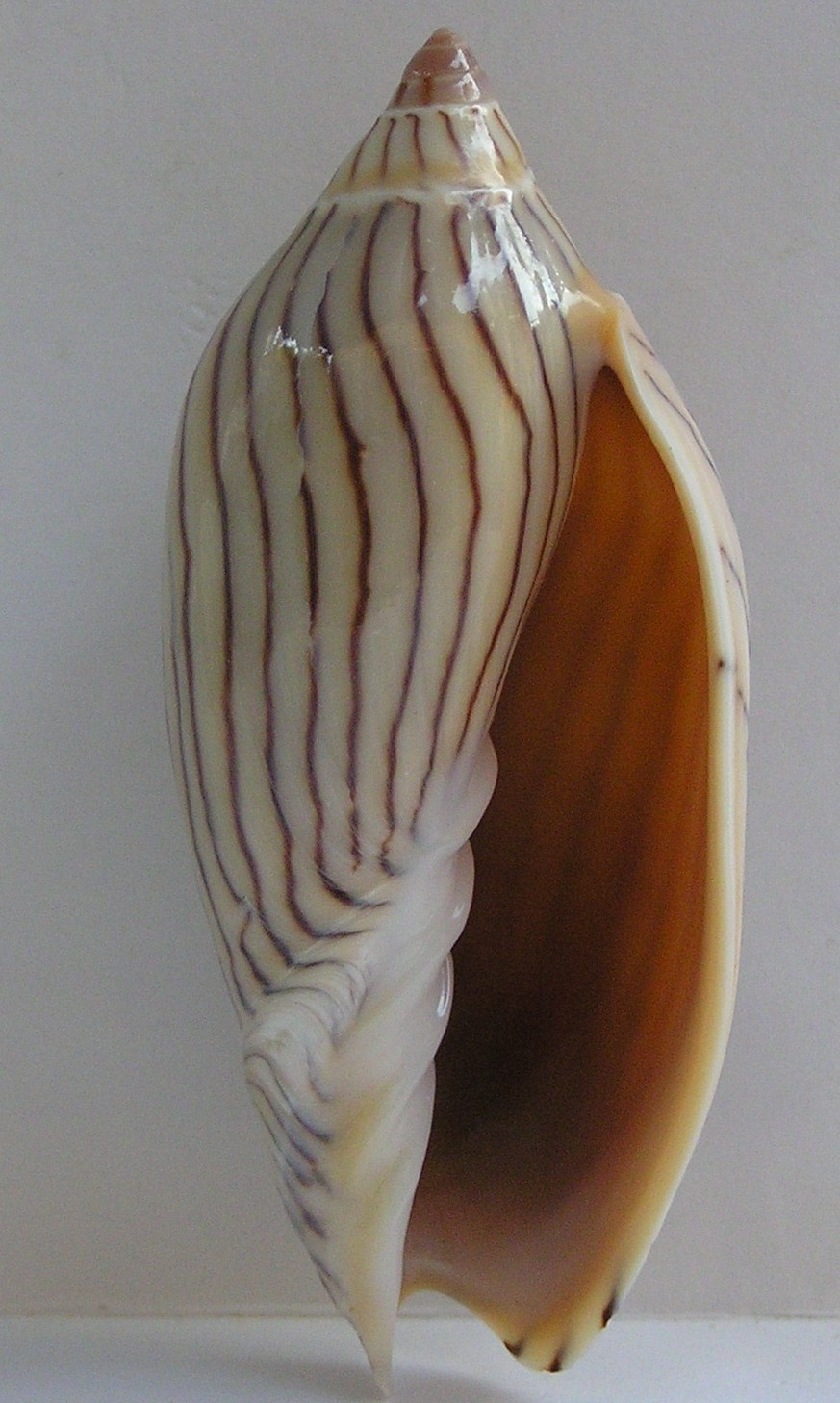
Amoria ellioti.
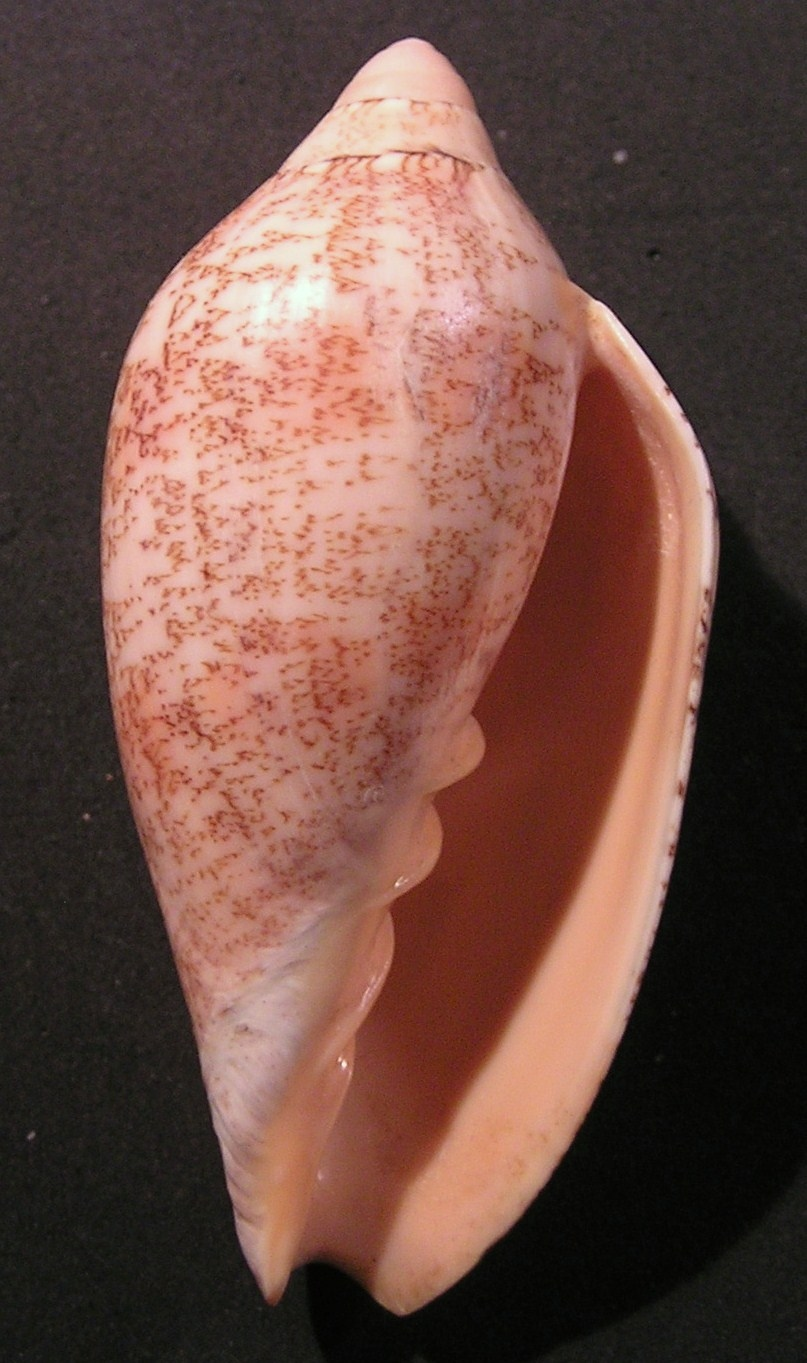
Amoria exoptanda.
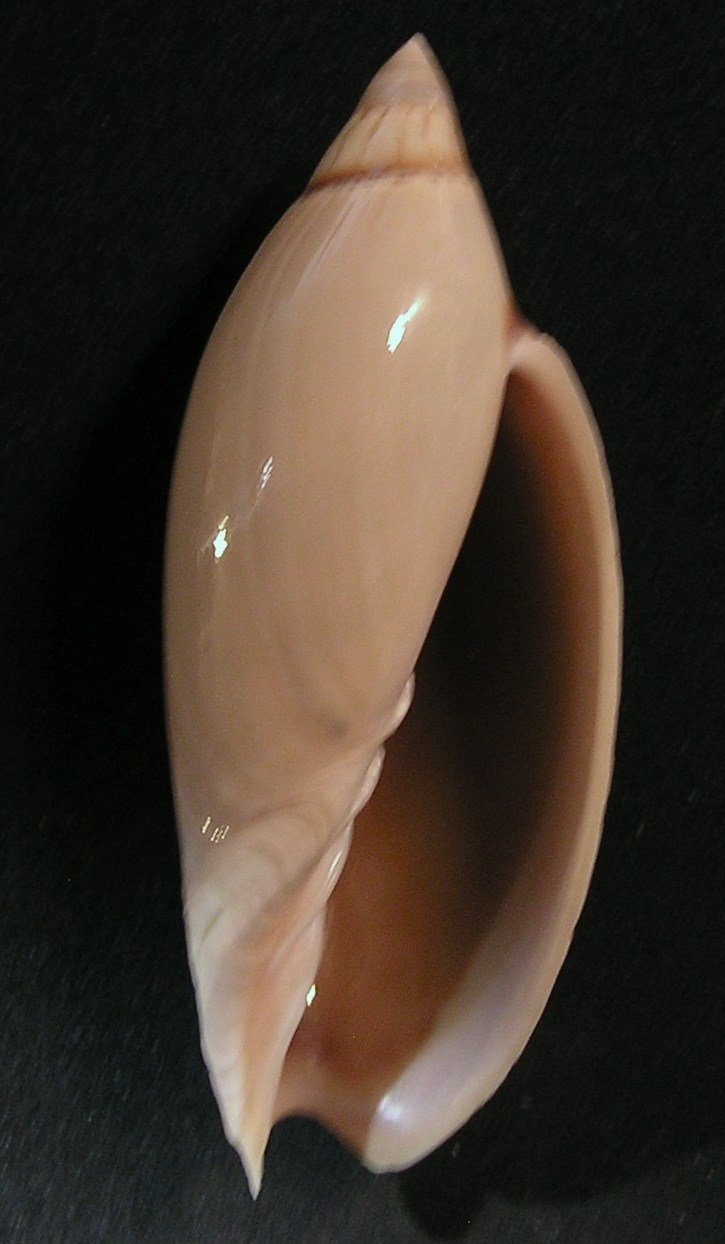
Amoria grayi.
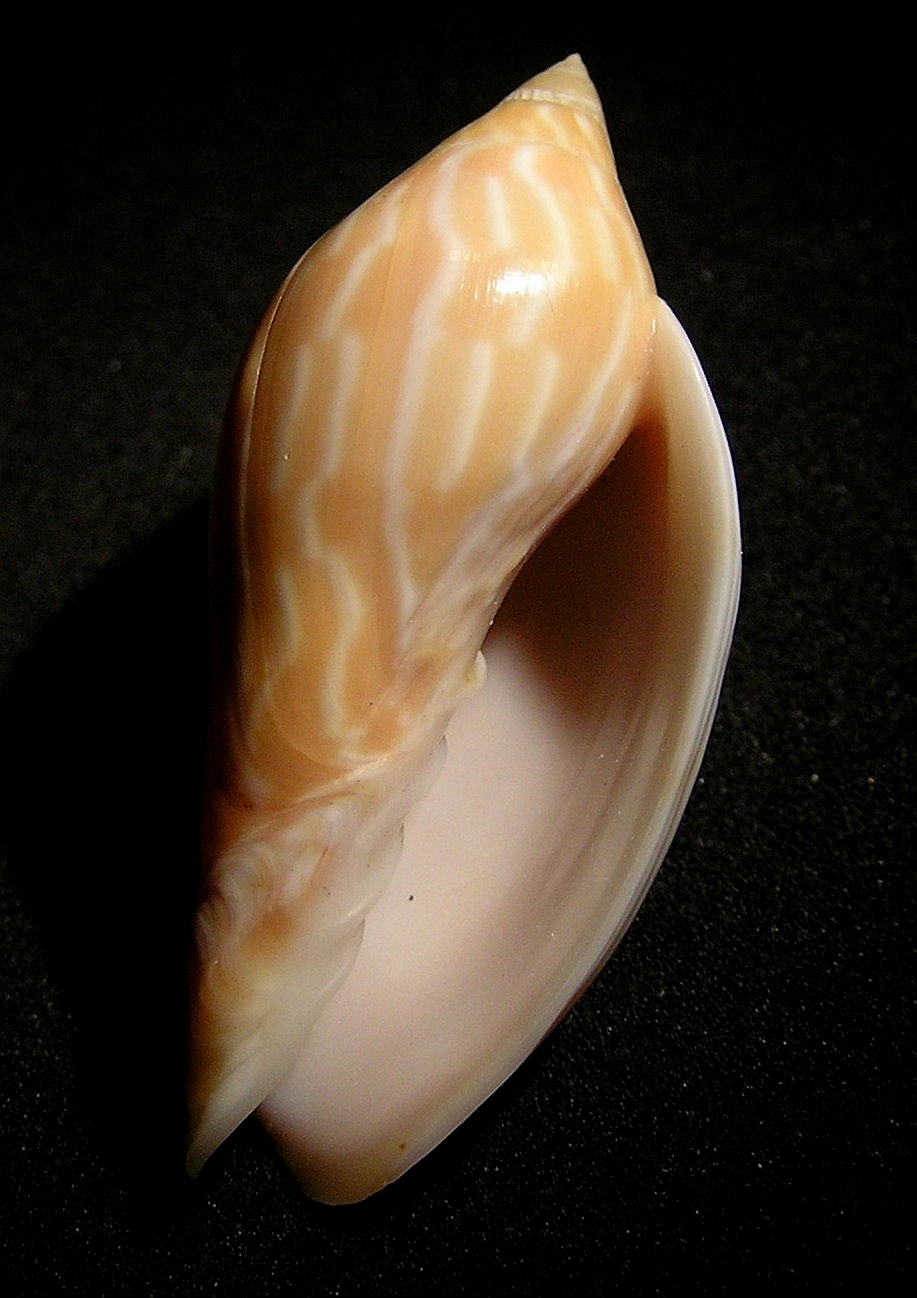
Amoria guttata.
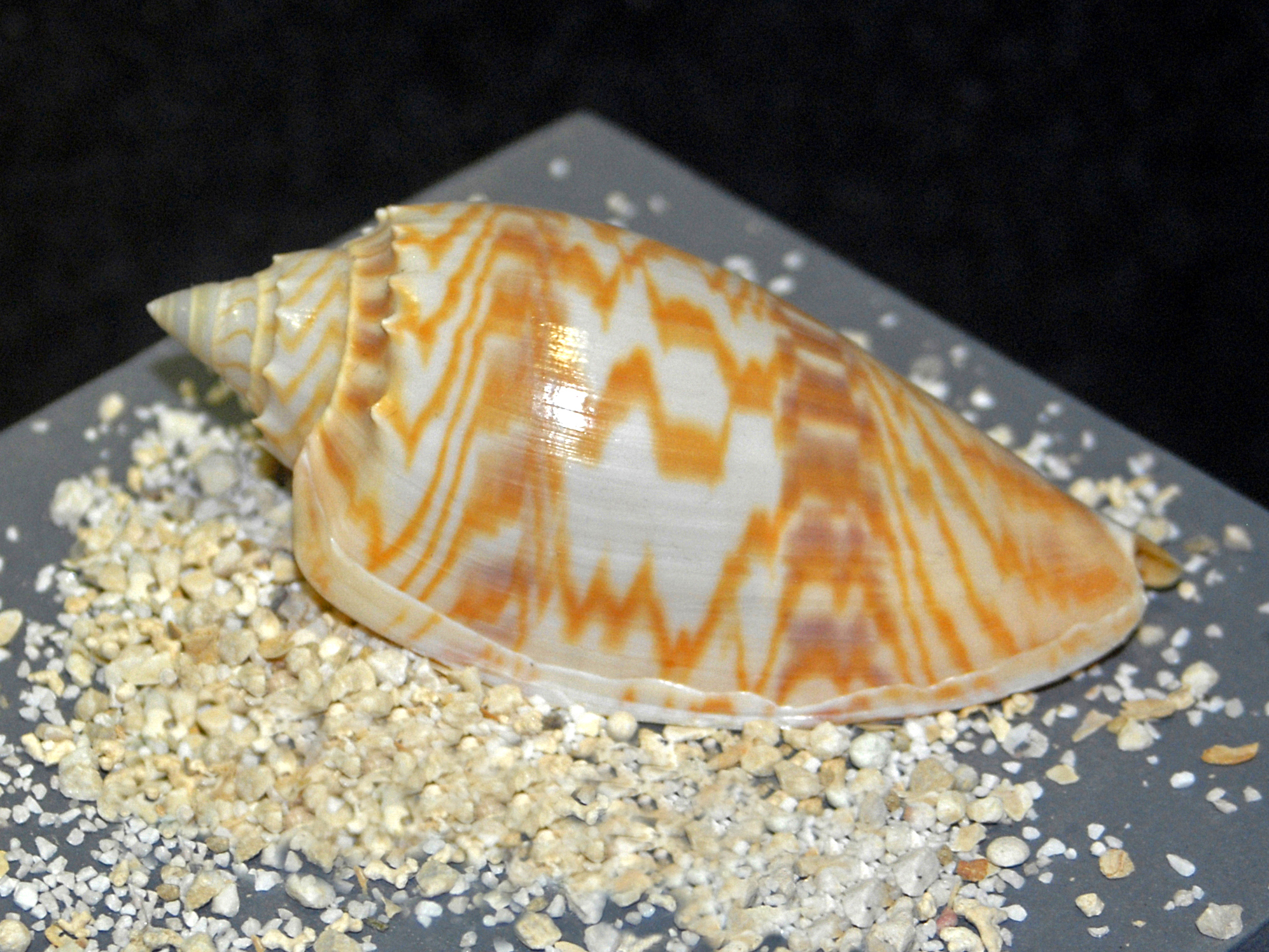
Amoria hunteri.
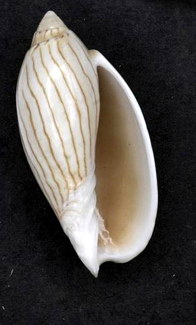
Amoria jamrachii.
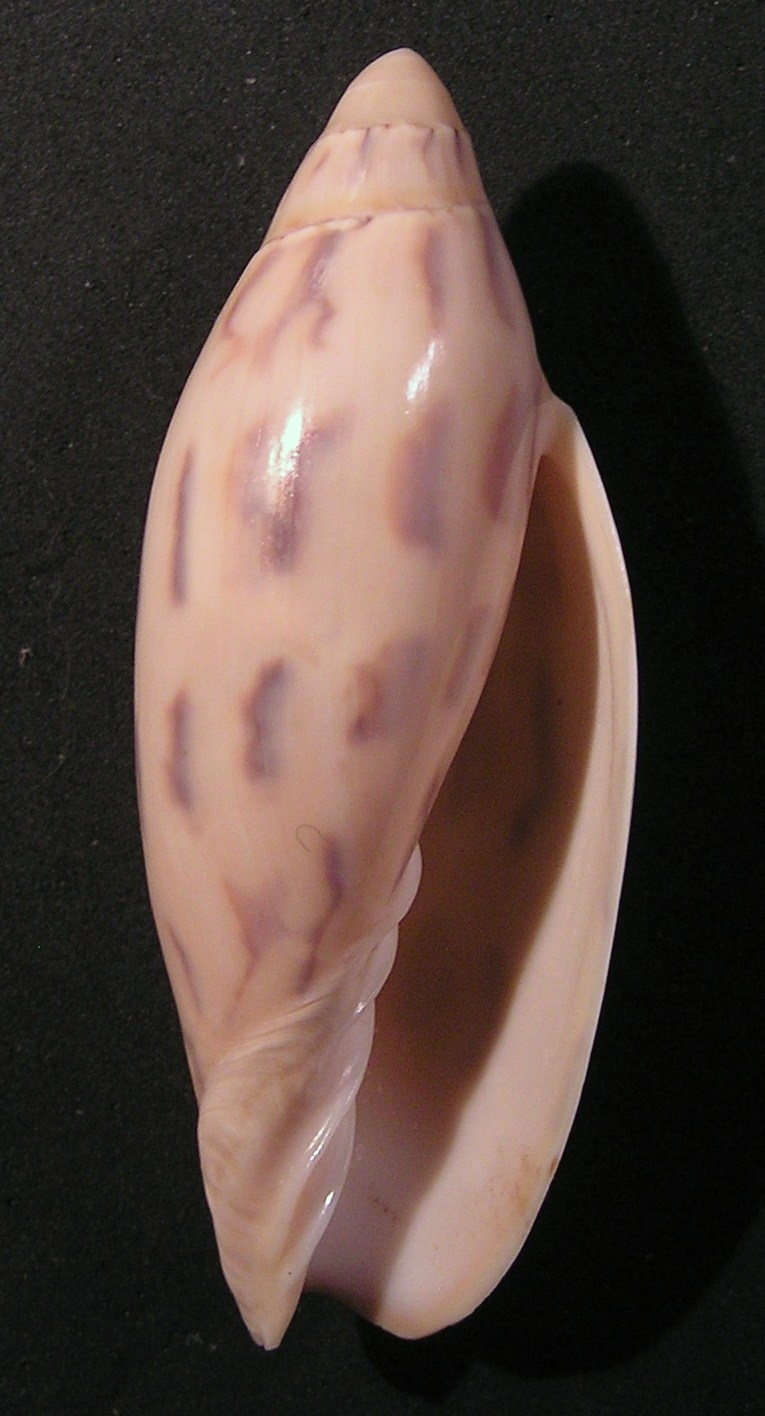
Amoria maculata.
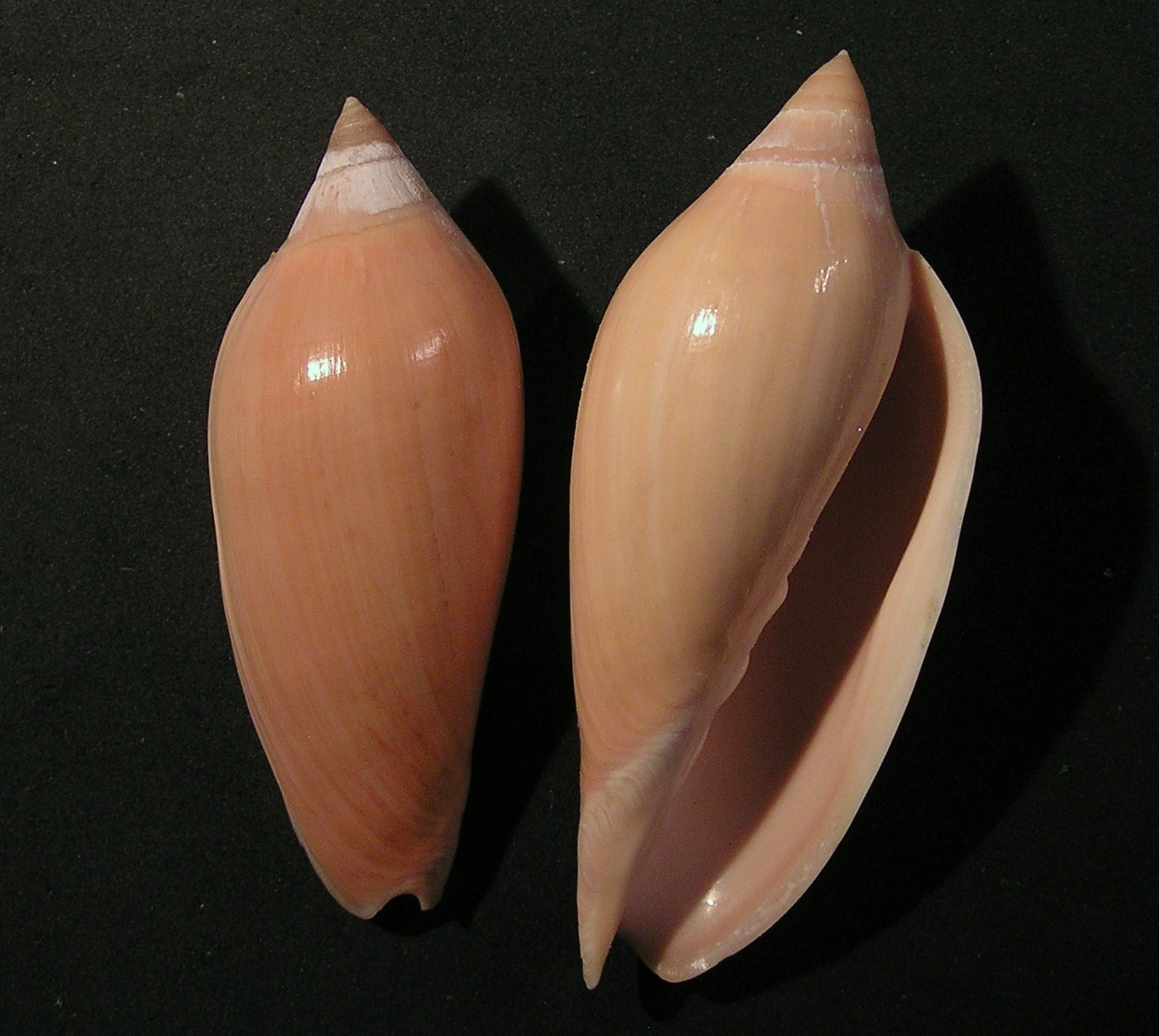
Amoria molleri.
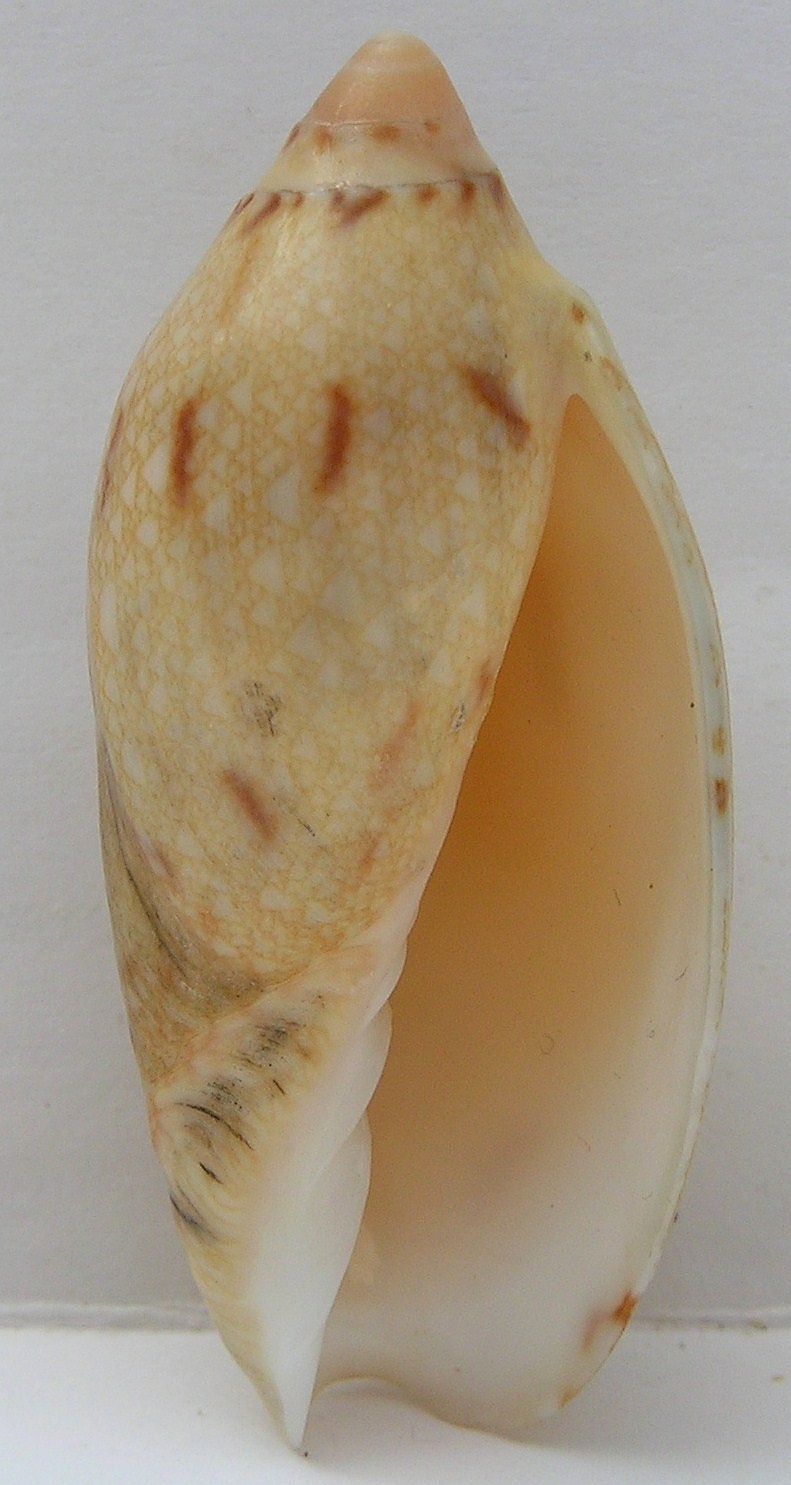
Amoria praetexta.
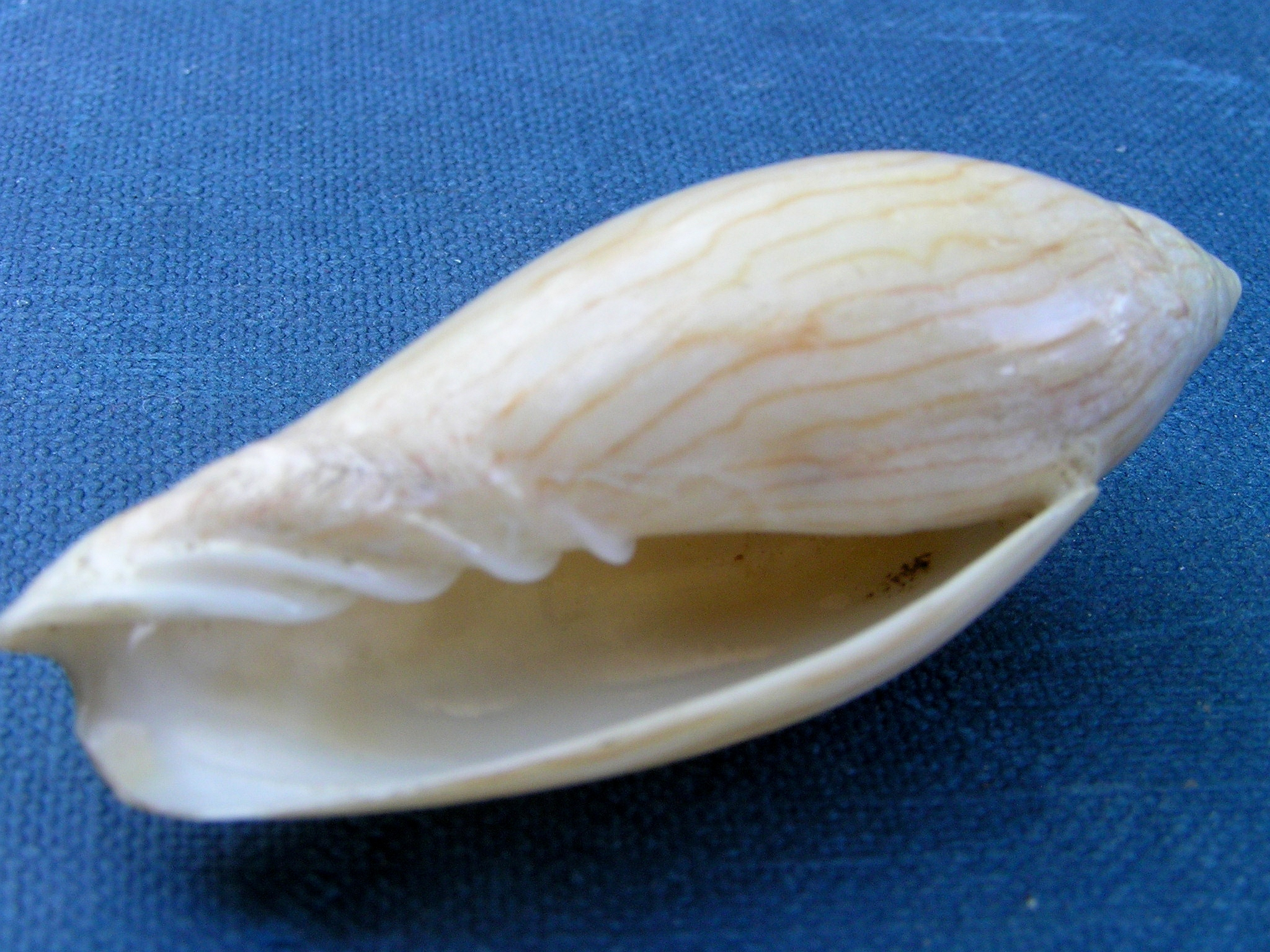
Amoria turneri.
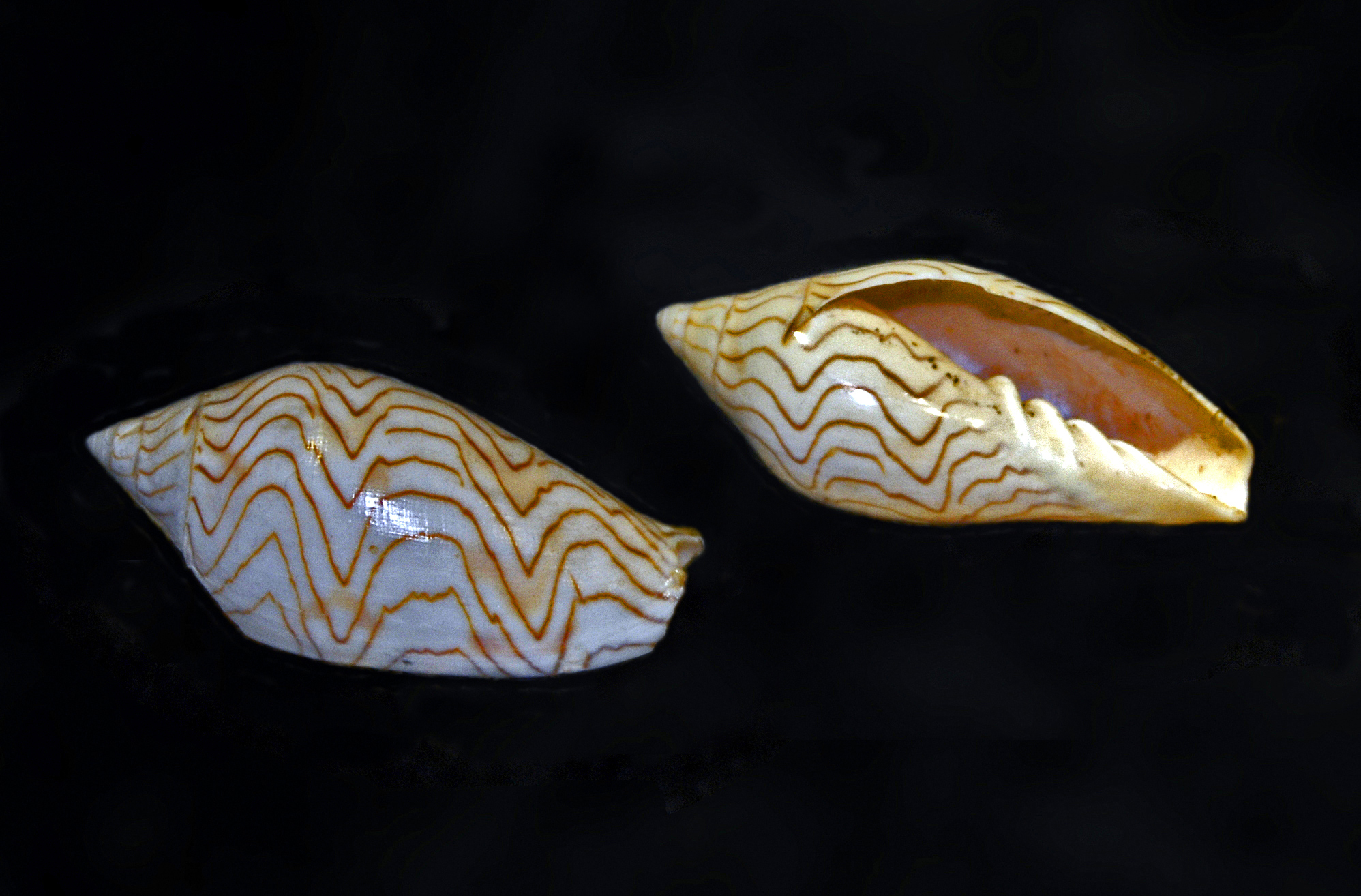
Amoria undulata.
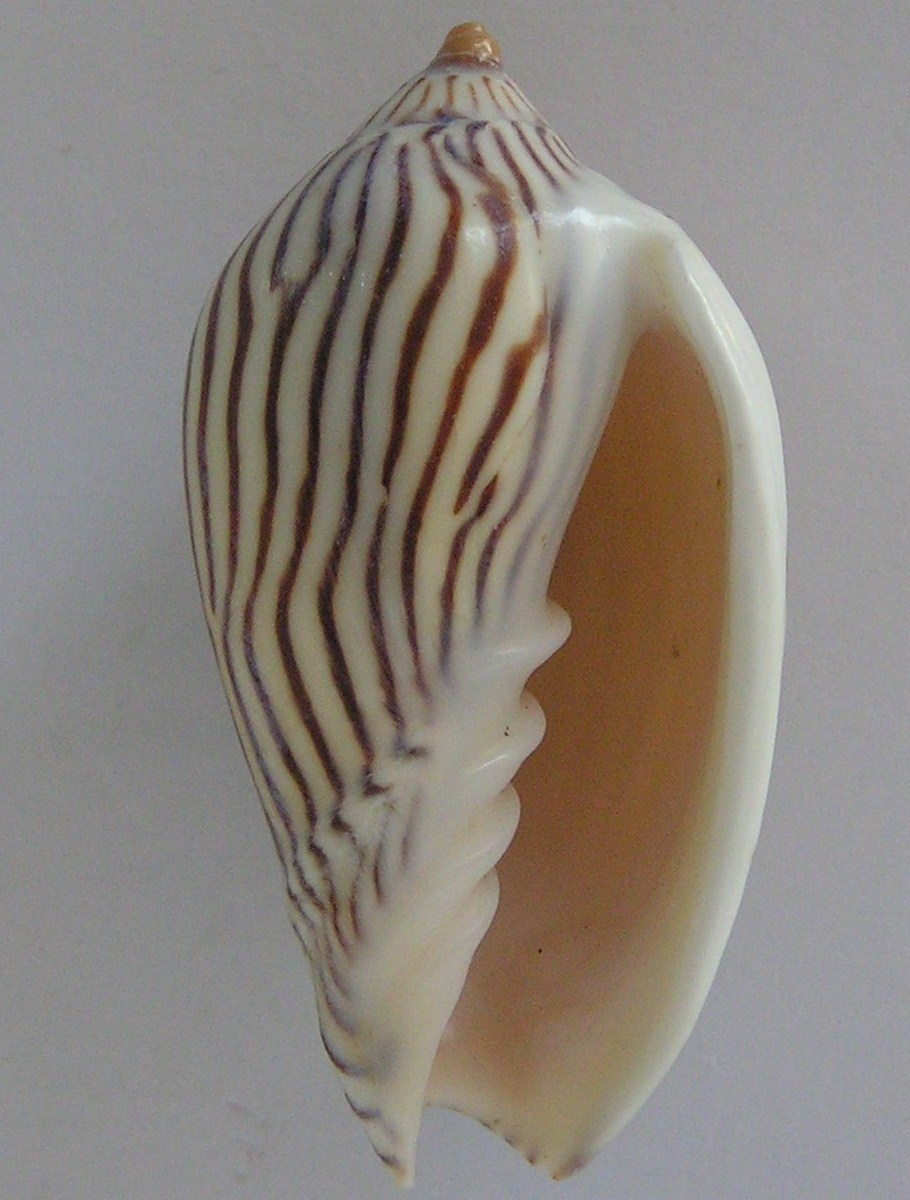
Amoria zebra.